# Corallana basalis
Corallana basalis is een pissebed uit de familie Corallanidae. De wetenschappelijke naam van de soort is voor het eerst geldig gepubliceerd in 1868 door Heller.